# رضا عبدالله
رضا عبدالله یا رضا العبد الله خواننده و ترانه سرای عراقی است. او توجه زیادی در سراسر جهان عرب برای تک آهنگ خود را «بعدک حبیبی» دست آورد، و همچنین برای «القساوة» «ظالم» «منین أبوسک» «عد الاصابع» «یا هلا» و بسیاری دیگر از آهنگ‌های وی در آلبوم «وینکم یا عرب» که آهنگی اعتراضی به جنگ سال ۲۰۰۶ لبنان و اسرائیل بود.